# Sebastian Murrho
Sebastian Murrho, o Velho (1450-1494) (*  Colmar, 10 de abril de 1450 † Colmar, 19 de outubro de 1494) foi um humanista, helenista, poeta, historiador e filósofo alemão.

## Biografia
Depois de ter estudado em Deventer, foi aluno de Ludwig Dringenberg (1410-1477) na Escola Latina em Sélestat, em 1471, obteve o grau de Mestrado na Basileia. Estudou teologia e direito em Heidelberg, tornando-se cônego residente da Igreja de São Martins em Colmar, onde o diplomata alemão Peter Falck († 1519) foi seu discípulo. Tinha profundos conhecimentos em astronomia, cosmografia, geografia, música, direito, e história, além do perfeito domínio das línguas clássicas, sendo um dos primeiros a estudar o hebraico na Alemanha, tendo traduzido, inclusive o Pentateuco.
Manteve correspondência em hebraico com Johannes Reuchlin (1455-1522), por ter sido ele um dos primeiros especialistas e proprietários de livros nesse idioma. Compôs um relato sobre a história alemã, onde Jacob Wimpfeling (1450-1528) usou para escrever seu Epitome rerum Germanicorum, obra que foi terminada em 1502, porém, publicada somente em 1505. Era amigo de escola de Jacob Wimpfeling (1450-1528), e teve relações de amizade com Conradus Leontorius (1465-1511), que lhe dedicou um epitáfio em sua homenagem. O frade carmelita e humanista italiano Giovanni Battista Mantovano (1447-1516) era seu autor preferido. Foi casado e teve três filhos: seu filho e também humanista, Sébastian Murrho, o Jovem, (1485-1514), porém, não possuía a mesma versatilidade paterna. 
Murrho morreu prematuramente, vitimado pela peste, não tendo tempo de terminar seus comentários, destinados à educação dos jovens, o "Livro das Duas Virgens", que foi terminado por Giovanni Battista Spagnoli, o Mantovano.

## Obras
- Fratris Baptistae Mantuani Poetae Oratorisque clarissimi duarum Parthenicurn libri: cum commentario Sebastiani Murrhonis Germani Colmariensis, 1501
- Opus Calamitatum Baptistae Mantuani cum Commentario Sebastiani Murrhonis, 1502. – Zu Sebastian (S), Hrsg.:
- De officiis, Marcos Túlio Cícero
- Herodianos, Kaisergesch. (História do Império Romano)
- Sueton, Caesarenleben (Vida de César)
- Briefe d. Politian u. a. (Cartas de Poliziano e de outros)
- Encômios de Erasmo, Celtis e outros
- De virtutibus et magnificentia Germanorum, 1492
- De calamitatibus temporum, 1502